# Cerro Quinquilil
El Cerro Quinquilil, Cerro Kinkilil o Colmillo del Diablo es un estratovolcán extinto, empinado y desconocido en Chile. Se encuentra en la provincia de Provincia de Cautín y en la región de la Araucanía, en la parte sur del país, a 700 km al sur de la capital, Santiago de Chile. La cima del Cerro Quinquilil está a 1667 metros sobre el nivel del mar. El ancho en la base es de 5.3 km. El volcán forma parte del Parque Nacional Villarrica.

## Descripción
El terreno alrededor del Cerro Quinquilil es montañoso al suroeste, pero al noreste  también es montañoso. Alrededor del Cerro Quinquilil está muy escasamente poblado, con seis habitantes por kilómetro cuadrado.
En los alrededores del Cerro Quinquilil, crecen principalmente bosques. El clima costero prevalece en el área. La temperatura media anual en el embudo es de 5 °C. El mes más cálido es febrero, cuando la temperatura promedio es de 14 °C, y el más frío es junio, con –4 °C. El promedio anual promedio es de 1327 milímetros. El mes lluvioso es junio, con un promedio de 227 mm de precipitación, y el más seco es noviembre, con 50 mm de lluvia.
Sus rocas datan del periodo del Pleistoceno, compuesto principalmente por basalto de olivino. El cerro forma parte del cordón en los que están los volcánes Villarrica, Volcán Quetrupillan y Lanin.

## Toponimia
El nombre proviene probablemente de las voces mapuches quinque (planta ciperácea del género uncina) y lil (roca), y significaría "roca con quinques".